# Alfred Frøkjær Jørgensen
Alfred Frøkjær Jørgensen (Framlev, 1898. december 21. – Aarhus, 1988. február 28.) olimpiai ezüstérmes dán tornász.
Az 1920. évi nyári olimpiai játékokon indult tornában és a svéd rendszerű csapat összetettben ezüstérmes lett.
Klubcsapata a DDS&G's Hold volt.
Testvérei, Aage Jørgensen és Arne Jørgensen vele együtt lettek ezüstérmesek.